# Pyura antillarum
Pyura antillarum är en sjöpungsart som beskrevs av Van Name 1921. Pyura antillarum ingår i släktet Pyura och familjen lädermantlade sjöpungar. Inga underarter finns listade i Catalogue of Life.